# Rytterknægten
Rytterknægten är en kulle på ön Bornholm i Danmark. Den ligger mitt i Almindingen, som är en av Danmarks största skogar, och är med sina 162 meter över havet Bornholms högsta naturliga punkt.
På toppen finns det så kallade Kongemindet, ett 12,6 meter högt torn av granit, som byggdes till minne av kung Frederik VII och grevinnan Danners besök på ön år 1851. Det ritades av arkitekten Gottlieb Bindesbøll och byggdes 1856 för insamlade medel. Den milsvida utsikten från Kongemindet skymdes senare av skogen och 1899 ritade arkitektens son, Thorvald Bindesbøll, ett 9 meter högt järntorn som restes på toppen av Kongemindet.